# Charl Schwartzel
Charl Adriaan Schwartzel (31 de agosto de 1984) é um jogador profissional de golfe da África do Sul.  Venceu a maior competição de golfe em 2011, o Masters. Joga atualmente na LIV Golf. 
A sua melhor colocação no ranking mundial foi a de número seis, depois de terminar empatado na quarta colocação do WGC-CA Championship 2012.

## Biografia
Schwartzel nasceu em Joanesburgo, na África do Sul. Ele teve uma carreira de amador júnior dominante na África do Sul e também ganhou alguns eventos amadores em outros países, incluindo o Indian Amateur 2002 e English Open Stroke Play Championships.  Ele defendeu seu país no Eisenhower Trophy 2002. 

## Carreira

### Masters de 2011
Charl Schwartzel conquistou o título com 14 tacadas abaixo do par. Este foi o seu primeiro título em um torneio Major. A edição de 2011 do Masters de Golfe ficou marcada pelo colapso sofrido por Rory McIlroy, o jogador que havia começado o último dia com uma larga vantagem na liderança, porém não conseguindo mantê-la para ser campeão. 

## Títulos

### Torneios Major´s (1)
| Ano  | Campeonato       | Resultados            | Margem    | Vice-campeão         |
| ---- | ---------------- | --------------------- | --------- | -------------------- |
| 2011 | Masters de Golfe | –14 (69-71-68-66=274) | 2 tacadas | Jason Day,Adam Scott |